# Magisterio Rural
Il Magisterio Rural è stata una società calcistica boliviana di Sucre.

## Storia
In seguito alla sua fondazione prese parte al campionato del Dipartimento di Chuquisaca. Partecipò al Torneo Nacional per la prima volta nel 1971. Nel 1984 debuttò nel campionato professionistico: su 26 partite ne vinse 5, ne pareggiò 5 e perse le restanti 16. I 15 punti ottenuti servirono comunque a evitare la retrocessione, che toccò a Guabirá e Primero de Mayo. L'anno seguente il Magisterio giunse al 15º e ultimo posto, risultando la squadra con il minor numero di incontri vinti (3 su 28) il maggior numero di sconfitte (19, a pari merito con il Deportivo Municipal) e venne retrocesso, insieme allo stesso Municipal e al Wilstermann Cooperativas. Non tornò più in massima serie nazionale.